# Jurij Dalmatin
Jurij Dalmatin (Krško, oko 1547. – Ljubljana, 31. kolovoza 1589.), također i Georg Dalmatin; slovenski protestantski pisac.
Godine 1572. zaredio se za svećenika. Pisao je različite vjerske knjige. Nakon što je Primož Trubar preveo Novi zavjet na slovenski s Lutherovog njemačkog prijevoda, Jurij Dalmatin je prvi na slovenski preveo cijelu Bibliju s hebrejskog odnosno grčkog jezika.
Izdanje je izašlo 1584. godine u Wittenbergu (Saska) pod naslovom: "Bibilija, tu je vse svetu pismu stariga inu noviga testamenta, slovenski tolmačena skuzi Jurija Dalmatina". 

## Djela
- "Karšanske lepe molitve", (1584.),
- "Ta kratki wittenberški katekizmus", (1585.),
- "Agenda", (1589.),
- "Bibilija, tu je vse svetu pismu stariga inu noviga testamenta, slovenski tolmačena skuzi Jurija Dalmatina", (Wittenberg, 1584.).

## Vanjske poveznice
- Jurij Dalmatin[neaktivna poveznica]